# Хаммерстайн, Оскар II
Оскар Грили Кленденнинг Хаммерстайн II (/ˈhæmərstaɪn/; англ. Oscar Greeley Clendenning Hammerstein II, 12 июля 1895[…], Нью-Йорк, Нью-Йорк — 23 августа 1960[…], Дойлстаун, Пенсильвания) — американский писатель, сценарист, продюсер и поэт-песенник, автор либретто множества знаменитых мюзиклов.

## Биография
Оскар Хаммерстайн родился 12 июля 1895 года в семье Уильяма и Элис Хаммерстайнов. Его отец был из не очень религиозной еврейской семьи, а мать, в девичестве Элис Ниммо, росла в семье эмигрантов из Шотландии, поэтому их дети воспитывались как христиане. Его дедом был Оскар Хаммерстайн I, знаменитый оперный импресарио, построивший несколько театров. Об успешности его проектов говорит тот факт, что Метрополитен-опера уплатила миллион долларов за то, чтобы он в течение десяти лет не ставил в своем театре оперы.
Хотя Уильям Хаммерстайн был тесно связан с миром театра (продюсировал водевили и управлял театром), он не хотел, чтобы его сын связал себя с этим искусством, поэтому Оскар поступил в Колумбийский университет и изучал там юриспруденцию. После смерти отца в 1914 году он принял участие в Varsity Show, театральном фестивале Колумбийского университета, со своей пьесой «On Your Way». Ещё несколько раз поучаствовав в этом фестивале, он принял решение оставить учёбу и посвятить себя театру.
Среди произведений Хаммерстайна-драматурга, относящихся к первому периоду его творчества, — пожалуй, самая знаменитая американская оперетта, предшественница мюзикла — «Роз-Мари» (1924, в соавторстве с Отто Харбахом, музыка Р. Фримля и Г. Стотгарта) и «Плавучий театр», (1927, музыка Дж. Керна), носящий неофициальное звание первого мюзикла.
Одним из «соавторов» Хаммерстайна стал Жорж Бизе: драматург адаптировал его оперу «Кармен», превратив в мюзикл «Кармен Джонс» (оркестровка Роберта Рассела), поставленный на Бродвее в 1943 году чернокожей труппой и экранизированный в 1954 году.
В 1943 году начался самый плодотворный период творчества Оскара Хаммерстайна — сотрудничество с Ричардом Роджерсом. Вместе они создали такие мюзиклы, как «Оклахома!», «Карусель», «South Pacific», «The Sound of Music» (по мотивам которого был снят фильм «Звуки музыки») и многие другие.
Хаммерстайн является единственным лауреатом премии «Оскар» по имени Оскар. Этой премии за лучшую песню он был удостоен дважды: в 1941 году за песню «The Last Time I Saw Paris» из фильма «Lady Be Good» и в 1945 году за песню «It Might As Well Be Spring» из фильма «State Fair» («Государственная ярмарка»). В 1950 году вместе с Роджерсом получил золотую медаль организации «The Hundred Year Association of New York» за выдающиеся заслуги перед Нью-Йорком. Также он дважды был удостоен Пулитцеровской премии и пять раз премии «Тони».
Умер в возрасте 65 лет от рака желудка вскоре после того, как мюзикл «Звуки музыки» был впервые поставлен на Бродвее. Был кремирован, его прах покоится на кладбище Фернклифф в городе Хартсдейл, штат Нью-Йорк. Ему не суждено было увидеть превращение одного из лучших своих мюзиклов в успешный фильм. Снятый в 1965 году фильм «Звуки музыки» был высоко оценён во многих странах и получил пять премий «Оскар», (в том числе и как лучший фильм года), тем не менее именно как автор стихов (в частности для песни «Эдельвейс») к этому фильму он наиболее известен широкой общественности.